# مارك كافيل
مارك كافيل (بالإنجليزية: Marc Cavell)‏ هو ممثل أمريكي، ولد في 28 يونيو 1939 بنيويورك في الولايات المتحدة، وتوفي في 29 فبراير 2004 بلوس أنجلوس في الولايات المتحدة.

## وصلات خارجية
- مارك كافيل على موقع IMDb (الإنجليزية)
- مارك كافيل على موقع قاعدة بيانات الفيلم (الإنجليزية)